# Neszmélyi Miklós
Neszmélyi Miklós (Poroszlói Neszmélyi Miklós; Miklós mester) (? – 1360. július 25.) megyés püspök. 1344 előtt erdélyi és győri kanonok, emellett Nagy Lajos házi tanítója, 1344-től titkos kancellár és választott kalocsai érsek, majd 1346-tól haláláig pécsi püspök.

## Élete
Sziléziai lengyel nemesi családból származott. Klerikus volt a Boroszlói egyházmegyében.
1332-ben érkezett Magyarországra mint Piast Erzsébet magyar királyné rokona, és Lajos herceg nevelőjeként az udvarban szolgált. 1339-ben megtudta, hogy jelentős nagyságú birtok örökös nélkül maradt Neszmélyben és így az visszaszállt a királyra. Miklós befolyásával élve lépéseket tett megszerzéséért. A birtokfelmérés alapján Miklósnak adományozták Neszmélyt: „Az utód nélkül maradt neszmélyi birtokot szántóföldekkel, cserjékkel, dunai révvámmal, vízi és szárazvámmal, melyet jövet-menet fizetni kell, a dunai halászattal, két szigettel, név szerint Nezmelzygeth-el (Neszmély-szigettel) és a Fyurzigeth-el (Für-sziget) együtt a Nagy-Duna közepéig átadják Polonia-i Miklós mesternek Lajos herceg tanítójának valamint unokatestvéreinek Hanckonak és Mátyásnak. (…) Camarun vármegyei Nezmel birtokot fia nevelőjének a Frakonya-i Leusko és Plespah urak nemzetségéből származó Zavam-i Henricus fiának”. Miklós, az újonnan beiktatott birtokos ettől kezdődően Neszmélyi Miklósként szerepelt a korszakbeli forrásokban.
Neszmély az ő személye révén vált közismertté a királyi udvarban. Oláh Miklós esztergomi érsek így emlékszik meg róla: „míg nappal Isten igéjével táplálta híveit, éjjel kimenvén a közel fekvő erdőbe, onnét a szegények számára vállán hozott fát, hogy nemcsak püspöksége jövedelméből, hanem keze munkájával is segítsen rajtuk”.
Neszmélyi Miklós később megkapta Nagy Lajos királytól a Heves vármegyei Poroszlót is. Ekkortól egyes források Miklóst Poroszlainak nevezték. 1344-ben Nagy Lajos titkos kancellárja és kápolnaispánja, és győri kanonok volt.
Miklós 1344. október 15. és 1345. október 9. között választott kalocsai érsek, de a pápa nem szentelte fel, helyette (Harkácsi) Büki István veszprémi püspököt tette érsekké. Végül 1346. március 30-án pécsi püspökké nevezték ki, melyet 1360. március 26-ig viselt. Minderre titkos kancellári tiszte miatt volt szükség, melyet ebben az időben püspöki címmel rendelkezők töltöttek be.
1347-ben harcolt királya első nápolyi hadjáratában, 200 fős sereget vezetett az Aquila városában ostromlott magyarok megsegítésére. Pécsett új templomot építtetett nyolc oltárral, amely Aranyos Mária-kápolna néven vált ismertté. 1351-ben a flandriai Gentből Pécsre vitette Livinus ereklyéjét. Nagy súlyt helyezett az egyházmegye papjai műveltségi szintjének emelésére és tudományban való jártasságuk fejlesztésére. Befejezte az egyházmegye kormányzásának szervezeti kiépítését, stabil alapokra helyezte a gazdasági életét is. Ebbéli munkásságának is köszönhető, hogy utóda, Koppenbachi Vilmos püspök idején Pécsett indult el az első magyar egyetem.